# Списък на политическите партии в Хърватия
Хърватия има многопартийна система.

## Парламентарно представени партии
| Партия | Места в парламента (2015) | Идеология                                                             |
| --- | ------------------------- | --------------------------------------------------------------------- |
| Колиция ХДС - Хърватски демократичен съюз - Хърватска социалнолиберална партия - Хърватска демохристиянска партия                                                        | 61                        | Национален консерватизъм Консервативен либерализъм Християндемокрация |
| Народна коалиция - Социалдемократическа партия на Хърватия - Хърватска народна партия - либерални демократи - Хърватска партия на пенсионерите - Хърватска селска партия | 54                        | Социалдемокрация Социален либерализъм Еднопроблемна партия Аграризъм  |
| Мост на независимите листи | 13                        | Либерализъм                                                           |
| Други и представители на етническите малцинства | 23                        |                                                                       |

## Извънпарламентарни партии
- Независима листа на Иван Грубишич
- Хърватска народна партия
- Хърватска партия на правата
- Хърватска чиста партия на правата
- Хърватски лейбъристи - Партия на труда

## Закрити партии
- Усташа - Хърватско революционно движение